# Ла Пиња-Пиња Баса (Асколи Пичено)
Ла Пиња-Пиња Баса (итал. La Pigna-Pigna Bassa) насеље је у Италији у округу Асколи Пичено, региону Марке.
Према процени из 2011. у насељу је живело 5077 становника. Насеље се налази на надморској висини од 177 м.